# Narahi
Narahi (nepalski: नरही) – gaun wikas samiti w środkowej części Nepalu w strefie Narajani w dystrykcie Bara. Według nepalskiego spisu powszechnego z 2001 roku liczył on 656 gospodarstw domowych i 4072 mieszkańców (1992 kobiet i 2080 mężczyzn).